# ترار
تَرَّار (الاسم العلمي Lophura)، جنس طير من الدجاجيات وفصيلة التدرجية. أنواعه 10 وعدة نويعات.